# Maynor Suazo
Maynor René Suazo Antúnez (San Pedro Sula, Honduras, 10 de agosto de 1979) es un exfutbolista hondureño.

## Trayectoria
Maynor Suazo nació el 10 de agosto de 1979. Maynor es primo del mundialmente famoso David Suazo. Ambos jugaron juntos en el equipo de fútbol de su escuela. Mientras que David fue adquirido por el Cagliari Calcio de Italia, Maynor emigró a la Bundesliga de Austria.
En la liga austriaca; Maynor Suazo jugó por varias temporadas en el Salzburg. En el 2004, Suazo fue votado el mejor jugador del año en la Bundesliga austríaca. Antes de eso, en el 2002 Suazo regresó brevemente a Honduras, y jugó a préstamo con el Club Deportivo Olimpia.
El 31 de marzo del 2006, Suazo fue prestado a SK Brann de Noruega, en un traspaso que duró hasta junio de 2006. Brann también obtuvo el derecho exclusivo de comprar a Mynor Suazo, pero estos desistieron de hacerse de los derechos del jugador catracho.
Posteriormente, Suazo regresó a los "Toros Rojos" del Salzburg después de que su préstamo con el Brann expiró. En su vuelta al club austriaco Maynor creyó que tendría la oportunidad de jugar en el equipo dirigido por Lothar Matheus. Sin embargo, en julio del 2006, Suazo fue vendido al club turco Antalyaspor en un valor €800.000, contrato que expira en junio del 2009.
El debut de Suazo Antúnez con el Club turco fue el 6 de agosto del 2006.
El 31 de julio del 2007, el Antalyaspor transfirió a Maynor al Club FC Köln a préstamo. De esta manera, Suazo se convirtió en el primer hondureño en jugar en una liga de Alemania.
Su participación con el FC Köln a principios de temporada fue de altibajos, debido a algunas lesiones. Pero sobre el final, Maynor Suazo se convirtió en regular y fue clave en el ascenso del Colonia a la Bundesliga el 11 de mayo del 2008.
Al final del último partido en contra del Mainz por 2-1; Maynor, los jugadores del Colonia y toda su hinchada, celebraron a lo grande el ascenso en el estadio Rhein Energie Stadium.
Posterior a este ascenso logrado con el club alemán, Maynor regresó a Turquía.

## Selección nacional
Maynor Suazo ha sido internacional con la Selección de fútbol de Honduras, en más 30 oportunidades. Con la selección nacional Maynor fue partícipe de las eliminatorias mundialistas de Corea Japón 2002, en el equipo dirigido por Ramón Maradiaga.
Antes de eso; en el 2000, Suazo fue campeón de Concacaf con Honduras en la categoría sub-23. Ello le permitió a la selección olímpica de Honduras participar en los juegos olímpicos de Sídney Australia.

## Clubes
| Club                | País     | Año         |
| ------------------- | -------- | ----------- |
| Marathón            | Honduras | 1999 - 2000 |
| Red Bull Salzburg   | Austria  | 2000 - 2002 |
| Olimpia             | Honduras | 2002 - 2003 |
| Red Bull Salzburg   | Austria  | 2003 - 2005 |
| Brann               | Noruega  | 2006        |
| Antalyaspor         | Turquía  | 2006        |
| FC Köln             | Alemania | 2007 - 2008 |
| Antalyaspor         | Turquía  | 2009        |
| Atlético Veragüense | Panamá   | 2010        |
| Hispano             | Honduras | 2011 - 2012 |
| Atlético Choloma    | Honduras | 2012        |

## Palmarés

### Campeonatos nacionales
| Título          | Club    | País     | Año  |
| --------------- | ------- | -------- | ---- |
| Torneo Apertura | Olimpia | Honduras | 2002 |

### Copas internacionales
| Título                                 | Club (*)              | País     | Año  |
| -------------------------------------- | --------------------- | -------- | ---- |
| Campeón de Concacaf (categoría sub-23) | Selección de Honduras | Honduras | 2000 |

(*) Incluyendo la Selección

### Distinciones individuales
| Distinción                                        | Año  |
| ------------------------------------------------- | ---- |
| Mejor Jugador del Año de la Bundesliga de Austria | 2004 |